# Laura Summerton
Laura Ann Summerton, coniugata Hodges (Adelaide, 13 dicembre 1983), è un'ex cestista australiana, professionista nella WNBA.

## Carriera
Con l'Australia ha disputato quattro edizioni dei Giochi olimpici (Atene 2004, Pechino 2008, Londra 2012, Rio de Janeiro 2016), tre dei Campionati mondiali (2002, 2006, 2014), quattro dei Campionati oceaniani (2003, 2011, 2013, 2015) e i Campionati asiatici del 2017.